# 望田ひまり
望田 ひまり（もちだ ひまり、8月7日 - ）は、日本の女性声優。東京都出身。81プロデュース所属。
旧芸名（2016年6月30日まで）は 永田優美（ながた ゆみ）。

## 経歴
声優になろうと思ったきっかけは『HUNTER×HUNTER』を見たことから。同作より声優といった職業の凄さを知ったが、自身の声が普通であり、声優になれないと思ったのがきっかけであった。
アミューズメントメディア総合学院卒業。2015年4月1日より81プロデュースに所属。
第7回81オーディションにおいて、特別賞、文化放送賞、小学館賞を受賞している。
2020年4月19日より、ハンドメイドショップ『mochimono』というオリジナルブランドを立ち上げる。
2025年3月21日、自身のXアカウントにて数年前に結婚し、第一子妊娠を報告。
2025年7月8日、自身のXアカウントにて第一子出産を報告。

## 人物
好きなものにはカービィを挙げている。
趣味・特技はハンドメイド、ダンス、バドミントン、トランペット、ヘアアレンジ。

## 出演
太字はメインキャラクター。

### テレビアニメ
2015年
- 探偵チームKZ事件ノート（女の子）
- プリパラ（女の子）

2017年
- EVIL OR LIVE（シュウ）
- 縁結びの妖狐ちゃん
- 冴えない彼女の育てかた♭（女性スタッフ）
- かみさまみならい ヒミツのここたま（かほの母）
- つうかあ（女子A、ドライバーA）

2018年
- こねこのチー ポンポンらー大旅行（子供B、友達）
- ゆるキャン△（和菓子屋店員）
- メジャーセカンド（2018年 - 2020年、谷川イーグルス 選手A、テニス部女子B） - 2シリーズ
- キラキラハッピー★ ひらけ!ここたま（三ツ橋こずえ、吉川すずな）
- メルクストーリア -無気力少年と瓶の中の少女-（子供）

2019年
- かぐや様は告らせたい〜天才たちの恋愛頭脳戦〜（2019年 - 2020年、女子生徒、ミコの同級生） - 2シリーズ
- MIX（女子B）
- ワンパンマン（女子B）
- キラッとプリ☆チャン（女の子）
- 名探偵コナン（2019年 - 2024年、瀬田光男、受付、女性スタッフ）
- ライフル・イズ・ビューティフル（生徒）

2020年
- あひるの空（女子生徒、鈴）
- 推しが武道館いってくれたら死ぬ（えりぴよの従弟）
- 異種族レビュアーズ（クルーラ嬢）
- ハクション大魔王2020（おばちゃん）
- ミュークルドリーミー（テニスロボ、妖精D）
- 炎炎ノ消防隊 弐ノ章（女子生徒）
- ご注文はうさぎですか? BLOOM（女性客）

2021年
- ホリミヤ（女子高校生）
- 異世界魔王と召喚少女の奴隷魔術Ω（ピーター）
- BLUE REFLECTION RAY/澪（女子高生）
- アイドリッシュセブン Third BEAT!（女子高校生B）
- ヴィジュアルプリズン（ファン）

2023年
- HIGH CARD（アンディ）
- アイドルマスター シンデレラガールズ U149（プロデューサーの姉の子）
- THE MARGINAL SERVICE（少年たち）
- ワールドダイスター（劇団員B）
- 白聖女と黒牧師（街人）
- BEYBLADE X（2023年 - 2025年、ツル、子供、少女）
- ポーション頼みで生き延びます!（マリネ）

2024年
- 僕の心のヤバイやつ（るう）
- 夜のクラゲは泳げない（インタビュアー）
- きのこいぬ（幼いほたる））
- 歴史に残る悪女になるぞ（女子生徒）

2025年
- 勘違いの工房主〜英雄パーティの元雑用係が、実は戦闘以外がSSSランクだったというよくある話〜（屋台の女性）

### 劇場アニメ
- わんだふるぷりきゅあ!ざ・むーびー! ドキドキ♡ゲームの世界で大冒険!（2024年、小タヌキ）

### Webアニメ
- 残念女幹部 ブラックジェネラルさん（2018年、秘書さん）
- 斉木楠雄のΨ難 Ψ始動編（2019年、エリア、女子生徒A）
- ピクサー・ポップコーン・ショーツ（『ダッキー&バニー:ひつじのトリオ』、Disney+、ビリー&ゴート&グラフ）

### ゲーム
2014年
- KRITIKA（ユキア）

2015年
- 俺タワー -Over Legend Endless Tower-（ミニトレンチャー、スイングヤーダ、小型ニーダー）
- クイズRPG 魔法使いと黒猫のウィズ（メリエル・エクリプス、ザ・セブン）
- 新約アルカナスレイヤー（トリスフィア）
- 刻のイシュタリア（双鬼神リョウメンスクナ、酩酊の兎神センツォ、万聖節の聖女ルイス、春桜の天使、スプグリグエル）

2016年
- くちゅくちゅる（鎌田美沙）
- クロノスブレイド（魔性リリス、カミラ）
- 幻獣姫（デュナミス）
- 白猫テニス（レクエルド）
- 数乱digit（女子生徒、保健室の先生 他）
- スターオーシャン:アナムネシス（クレール）
- 戦国姫譚MURAMASA-雅-（北条氏綱、本田忠勝、ソテロ）
- LINE 潜空のレコンキスタ（プチファイクル）

2017年
- 青空アンダーガールズ!（望月愛美）
- SVENTH DARK（アンナ）
- CRYSTAR -クライスタ-（セレマ、零の母）
- Battleship Girl -鋼鉄少女-（ケーニヒスベルク、ノブゴロド、グローウォーム）

2018年
- ウイニングハンド（戦の女神ミスト、スクルド）
- リトルウィッチアカデミア－時の魔法と七不思議－

2019年
- ブラウンダスト（マヤ、ドミニク）
- ダンジョンに出会いを求めるのは間違っているだろうか 〜メモリア・フレーゼ〜（リロ）
- モンスターストライク（2019年 - 2024年、グリム兄弟〈ヤーコプ〉）
- アークオーダー（サラマンダー）

2020年
- ファイナルファンタジーVII リメイク（サラ）

2024年
- 機兵とドラゴン（フューネル）

2025年
- 無期迷途（無患子）

### ドラマCD
- 四十五番目の話 第五巻（2014年、女、ちはる）
- ジョーカー・ゲーム 警視庁D課捜査ファイル（2016年、きらら）
- ジョーカー・ゲーム　それいけ!2年D組佐久間先生（2016年、まろんちゃんの着信ボイス）
- THE IDOLM@STER THE@TER BOOST 01（2018年、生徒2）
- THE IDOLM@STER MILLION THE@TER WAVE 13・16（2021年、アナウンサー、対バン相手） - 2作品

### BLCD
- クラックスター（2017年、日比谷[25]）
- ネオンサイン・アンバー（2017年、女の子）
- 山田と少年（2018年、めいこ[26]）
- ひねくれさくらに恋が咲く（2018年、女子生徒）
- 愛は金なり（2019年）[27]

### デジタルコミック
- 想いの欠片（2018年、若い主婦、女性[28]）
- リッチ警官 キャッシュ!（2020年、女の子Ｂ[29]）
- 同級生と恋する方法（2020年、お母さん[30]）

### 吹き替え

#### 映画
- 赤と白とロイヤルブルー
- エクリプス（ルシア）
- くるみ割り人形と秘密の王国（ポリシエル）
- THE GUILTY/ギルティ（マチルデ・オスタゴー（声）〈カティンカ・エヴァース＝ヤーンセン〉）
- 17歳のエンディングノート（フィオナ〈ローズ・レスリー〉）
- スランバーランド
- バッド・バディ! 私と彼の暗殺デート（ジュリア〈ウェンディ・マッコム〉）
- PANDEMIC パンデミック（メーガン〈ダニエル・ローズ・ラッセル〉）
- ブラック・ビューティー（ジョージーナ〈ファーン・ディーコン〉[31]）
- ベン・イズ・バック
- マトリックス レザレクションズ（ドニー[32]）
- ラスト・ナイツ（エイミー）
- レジェンド・オブ・ドラゴン 鉄仮面と龍の秘宝（チェンラン〈ヤオ・シントン〉[33]）
- ロード・インフェルノ（ミルー〈ローズマライン・ファン・デン・フック〉）

#### ドラマ
- コードネーム: ウイスキー&キャバリエ -ふたりは最強スパイ-（ティナ）
- ザ・ロッジ（ダニエル〈ベサン・ライト〉）
- ツイン・ピークス THE RETURN（少女）
- HEARTSTOPPER ハートストッパー
- リゾーリ&アイルズ ヒロインたちの捜査線 シーズン7（少女、秘書）

#### アニメ
- きかんしゃトーマス（ルース）
  - きかんしゃトーマス おいでよ!未来の発明ショー!（ルース[34]）

- きかんしゃトーマス (2Dアニメ)（リフ）
  - きかんしゃトーマス めざせ!夢のチャンピオンカップ（リフ）

- 時光代理人 -LINK CLICK-（女子生徒、豆豆〈ドウドウ〉）
- 下の階には澪がいる（学生女、安藤千佳、学生女3、学生女、杉浦まみ 他）
- トイ・ストーリー4（カップケーキおもちゃ[35]）
- トムとジェリー ショー
- 2分の1の魔法（サブトレーナー1[36]）
- ぼくらベアベアーズ（女の子、男の子 他）
- レギュラーSHOW〜コリない2人〜（男の子）

### テレビ番組
- ウチの夏フェス+ フレッシュ夏フェス隊（AT-X、顔出し出演）
- 趣味どきっ!（女性人形）
- にっぽん!歴史鑑定（お市、森蘭丸、茶々）

### インターネットテレビ
- S4チャンネル（ニコニコ生放送、アシスタントMC）

### ナレーション
- まるか食品・ペヤングヌードル（CMナレーション）
- キラッとプリ☆チャン えもい新シーズン徹底紹介SP（2019年3月24日、テレビ東京）

### ラジオ
※はインターネット配信。
- 優美・祐太のまっすぐなラジオ（2013年 - 2014年、文化放送・超!A&G+※）
- &CAST!!!アワー ラブエール!（2019年 - 2020年、&CAST!!!※）[37]

### オーディオブック
- ジャナ研の憂鬱な事件簿（2019年[38]）
- 青春ブタ野郎はプチデビル後輩の夢を見ない（2020年、朗読[39]）
- 塩対応の佐藤さんが俺にだけ甘い（2021年、須藤凜香 他[40]）
- 前略、殺し屋カフェで働くことになりました。（2022年、紙魚子[41]）

### その他コンテンツ
- NHK ワンワンとあそぼうショー（MC）
- がっきをつくろう / がっきであそぼう（歌のおねえさん）
- クロノスブレイド プロモーション動画（顔出し出演）

## ディスコグラフィ

### キャラクターソング
| 発売日  | 商品名     | 歌                   | 楽曲                                                             | 備考                                  |
| 2018年  | 2018年     | 2018年               | 2018年                                                           | 2018年                                |
| ------- | ---------- | -------------------- | ---------------------------------------------------------------- | ------------------------------------- |
| 8月29日 | STAR☆TING! | 青空アンダーガールズ | 「STAR☆TING!」 「オレンジ」                                      | ゲーム『青空アンダーガールズ!』関連曲 |
| 8月29日 | STAR☆TING! | Twinkle☆Star         | 「トキメキサマー」 「明日の行方」 「未来はすぐそこで待っている」 | ゲーム『青空アンダーガールズ!』関連曲 |